# SRM Arms M1216
SRM Arms M1216 là loại súng shotgun bán tự động được phát triển bởi công ty SRM Arms tại Hoa Kỳ. Súng được thiết kế để sử dụng trong việc tự vệ dân sự, thi hành công vụ nhưng cũng có thể dùng cho việc săn bắn và giới thiệu cho các lực lượng quân sự. Nó có một hộp đạn khá lớn giúp cung cấp một hỏa lực mạnh trong khi vẫn giữ được độ nhỏ gọn để tiện cho việc di chuyển trong không gian hẹp.

## Thiết kế
M1216 sử dụng cơ chế nạp đạn blowback có hãm hiếm khi được sử dụng cho một loại shotgun. Hệ thống khóa hãm của súng gồm hai con lăn được giữ bằng lò xo ấn chắt vào hai rãnh khắc dốc trong thân súng, khi bắn lực ấn sẽ giữ hai con lăn này đứng yên trong một thời gian ngắn lúc áp lực trong nòng rất cao sau đó khi áp lực từ viên đạn tích đủ mạnh nó sẽ đẩy hai con lăn này lùi về sau để tiến hành chu kỳ nạp đạn chống lại lực ấn của lò xo, khi bolt tích đủ động lực để di chuyển thì cũng là lúc áp lực trong nòng đã được giảm xuống mức an toàn. Sau khi chu kỳ nạp đạn hoàn tất hai con lăn này lại được lò xo đẩy trở lại theo dốc rãnh ấn chặt vào khe. Cách hoạt động này khá giống với các sản phẩm đời đầu của Heckler & Koch.
Súng có một băng đạn độc đáo với 4 ống đạn gắn kế bên nhau, mỗi ống đạn chứa 4 viên với tổng cộng là 16 viên nên nó có tên 1216. Hộp đạn này sẽ được gắn song song phía dưới nòng súng, ống đạn nằm trên cùng sẽ cung cấp đạn cho súng. Khi bắn hết một ống đạn thì xạ thủ sẽ xoay hộp đạn 90 để đưa ống còn đạn vào vị trí cung cấp đạn và tiếp tục bắn. Thiết kế hộp đạn này kết hợp với thiết kế bullpup giúp súng có chiều dài ngắn hơn so với hầu hết các loại súng shotgun khác nhưng lại mang nhiều đạn hơn.
Khi hộp đạn hết đạn thì bolt sẽ được giữ ở vị trí lùi về phía sau, xạ thủ có thể tháo hộp đạn ra bằng cách nhấn vào nút nhả ở phía trước hộp đạn và hộp đạn khác vào. Khe nhả vỏ đạn của súng thường được đặc ở phía bên phải nhưng xạ thủ có thể chuyển vị trí khe này sang bên trái nếu thuận tay trái. Súng được chia làm hai phần trên và dưới, phần dưới từ báng súng đến nơi gắn hộp đạn làm bằng nhựa tổng hợp còn phần trên gồm các bộ phận cho súng hoạt động đến nòng súng làm bằng thép, hai phần này được gắn kết với nhau bằng đinh ghim.

## Biến thể
Súng có các phiên bản chứa ít đạn hơn để thu ngắn chiều dài của súng như 8 và 12 viên tương ứng với tên 1212 và 1208.